# Słupy Giedymina
Słupy Giedymina (lit. Gediminaičių stulpai, biał. Герб Калюмны) – historyczne godło Litwy, stosowane obok oficjalnego godła Pogoń.
Inne nazwy: Kolumny, Trzy Słupy, Brama Słupna.

## Historia
Pierwszy raz w historii słupy Giedymina pojawiły się w 1397 roku na pieczęci majestatycznej wielkiego księcia litewskiego Witolda. Jan Długosz opisuje ten symbol w ramach wydarzeń bitwy pod Grunwaldem, ale nie podaje jego nazwy: "Prócz tego było w wojsku litewskim czterdzieści chorągwi wielkiego księcia litewskiego Aleksandra Witolda, pod którymi stawili się jedynie żołnierze litewscy, ruscy, żmudzcy i tatarscy. Miały one jednak mniej liczne szeregi i mniejszą ilość broni niż oddziały polskie. Nie dorównywały również Polakom, gdy chodziło o konie. Godła zaś tych chorągwi były niemal wszystkie jednakowe. Prawie każda bowiem miała w herbie na czerwonym polu zbrojnego męża siedzącego na białym, niekiedy na czarnym albo rudym lub pstrokatym koniu i potrząsającego ręką z mieczem. Tylko dziesięć z nich miało inne godło i różniło się od pozostałych trzydziestu. Były na nich na czerwonym polu wymalowane znaki, którymi Witold zazwyczaj oznaczał konie, a miał ich całe mnóstwo. Znaki te, bo nie sposób ich opisać malowano w ten sposób |_|_|". Po śmierci Witolda słupów Giedymina zaczął używać jego brat Zygmunt Kiejstutowicz, który w 1432 roku został wielkim księciem litewskim. Początkowo symbol ten używany był tylko jako godło Kiejstutowiczów i nie miał nic wspólnego z Giedyminem. Od XVI wieku, gdy Jagiellonowie również zaczęli go używać, został symbolicznym godłem wszystkich Giedyminowiczów. W średniowieczu przedstawiany głównie w kolorze złotym lub żółtym na czerwonym tle, a od XVI wieku w kolorze białym lub srebrnym. Dopiero w XIX wieku znak ten nazwany został "słupami Giedymina". Autorem określenia był Teodor Narbutt, który przypuszczał, że to właśnie Giedymin zaczął używać tego symbolu.
Słupy Giedymina znalazły się w powszechnym użyciu na początku XX wieku, gdy litewski ruch narodowy zyskiwał na sile i popularności. Po utworzeniu Republiki Litewskiej w 1918 roku symbol używany był przez armię litewską, lotnictwo, instytucje państwowe i różne organizacje. W tym czasie znalazł się również na Orderze Wielkiego Księcia Giedymina ustanowionym w 1928 roku i na Medalu Orderu Wielkiego Księcia Giedymina ustanowionym w 1930 roku.
15 czerwca 1940 roku po zajęciu Republiki Litewskiej przez Związek Radziecki wszystkie poprzednie litewskie symbole państwowe zostały zakazane, w tym słupy Giedymina. Litewscy partyzanci w latach 1944–1953 ozdabiali słupami Giedymina swoją broń i mundury. W 1988 roku słupy Giedymina stały się częścią emblematu Sąjūdis zaprojektowanego przez artystę Giedriusa Reimerisa. Współcześnie kolumny Giedymina używane są przez różne litewskie instytucje państwowe i publiczne.

## Słupy Giedymina na przestrzeni wieków

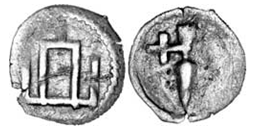
Moneta wielkiego księcia litewskiego Witolda, po 1397 roku
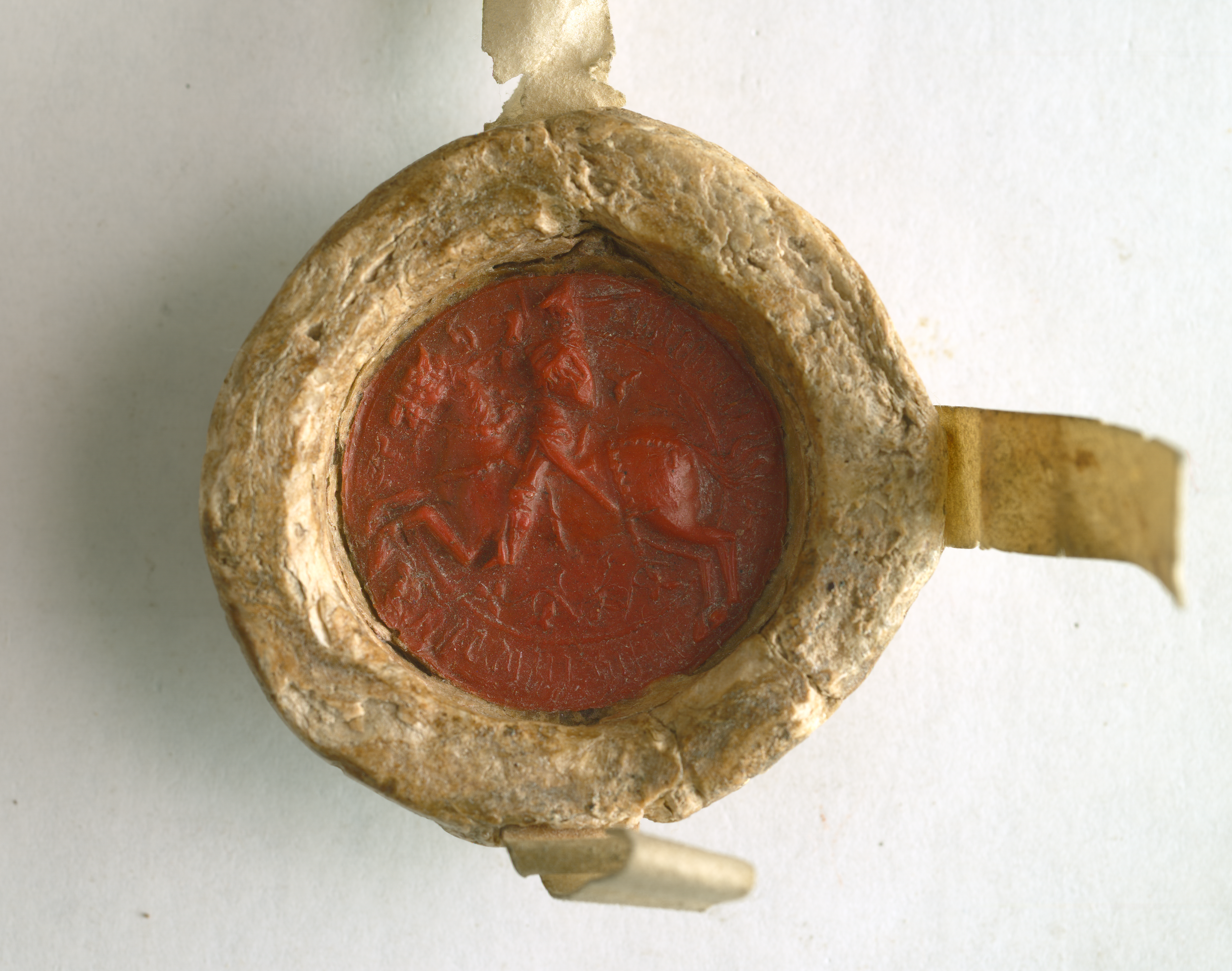
Pieczęć konna wielkiego księcia litewskiego Witolda, 1404 rok
Rekonstrukcja chorągwi Witolda z bitwy pod Grunwaldem, 1410 rok
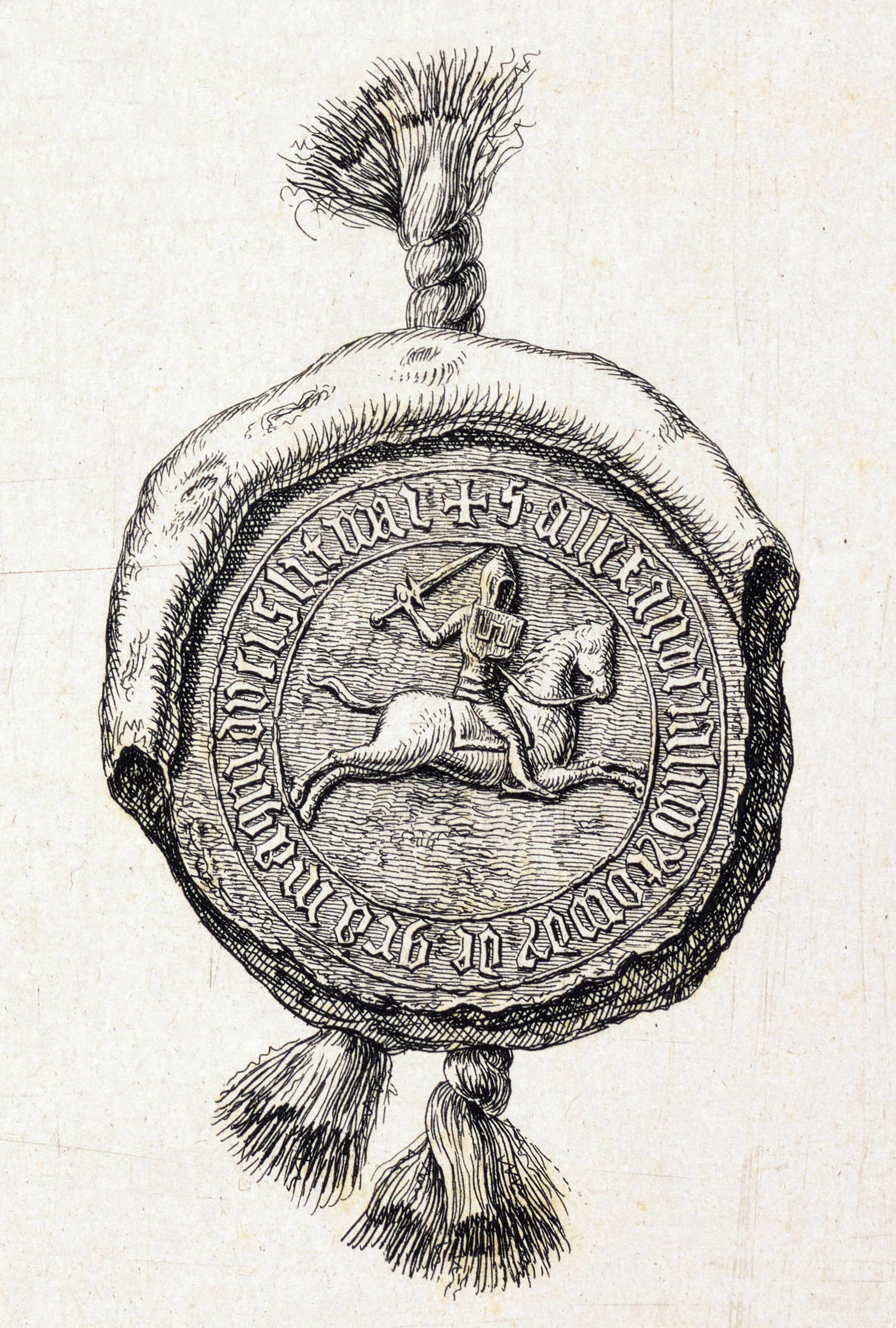
Pieczęć Witolda, 1426 rok
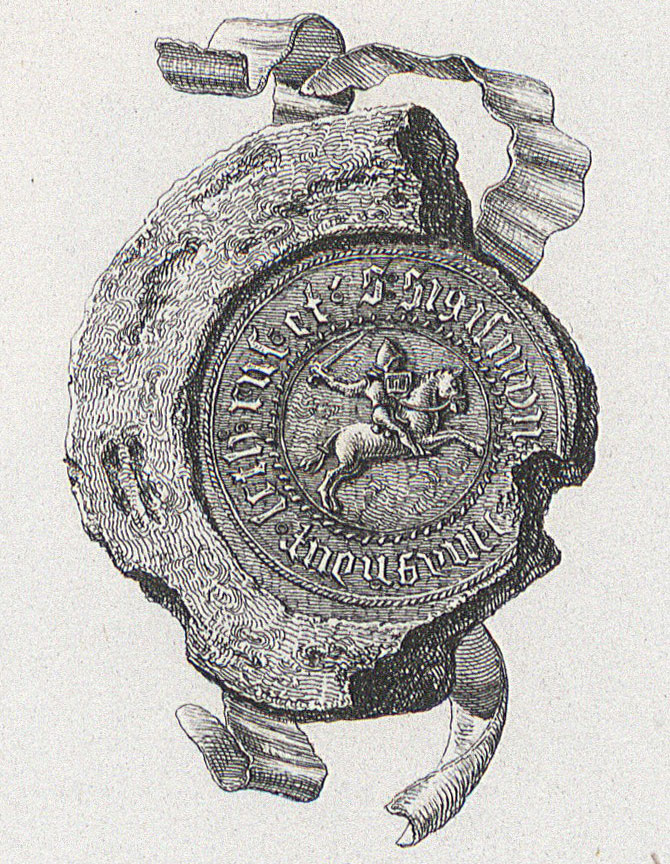
Słupy Giedymina na pieczęci wielkoksiążecej Zygmunta Kiejstutowicza, około 1432–1440 roku
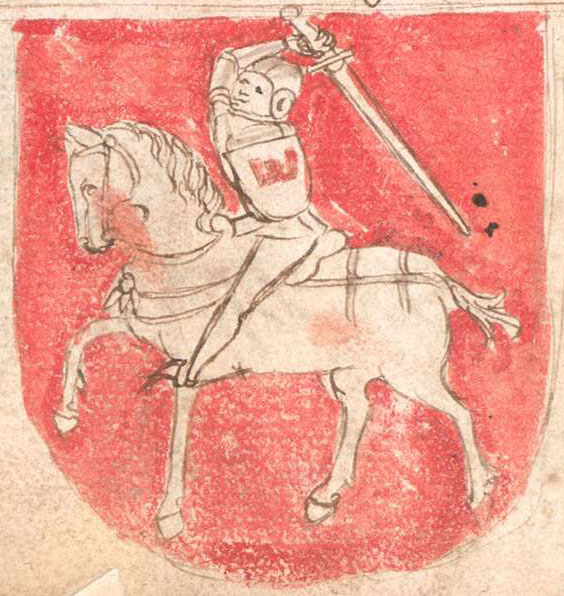
Wernigeroder Wappenbuch, 1475 rok
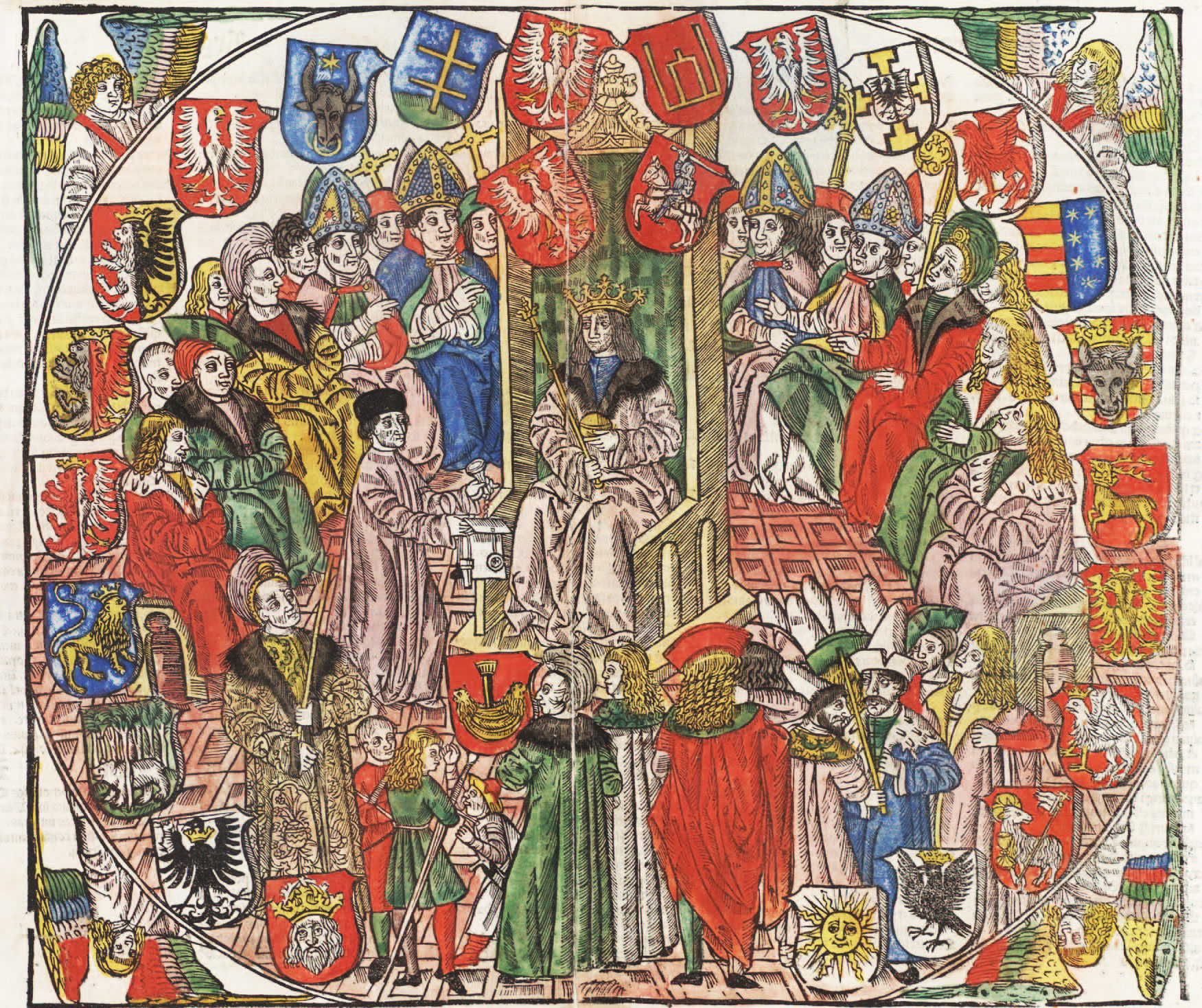
Aleksander Jagiellończyk w otoczeniu senatorów i posłów ziemskich, karta ze Statutów Jana Łaskiego, 1506 rok
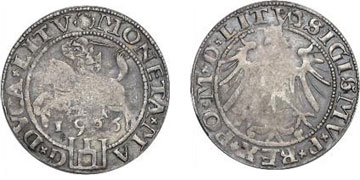
Grosz litewski, 1536 rok
Sztandar ze słupami Giedymina widoczny jest na obrazie Jana Matejki Bitwa pod Grunwaldem, 1878 rok
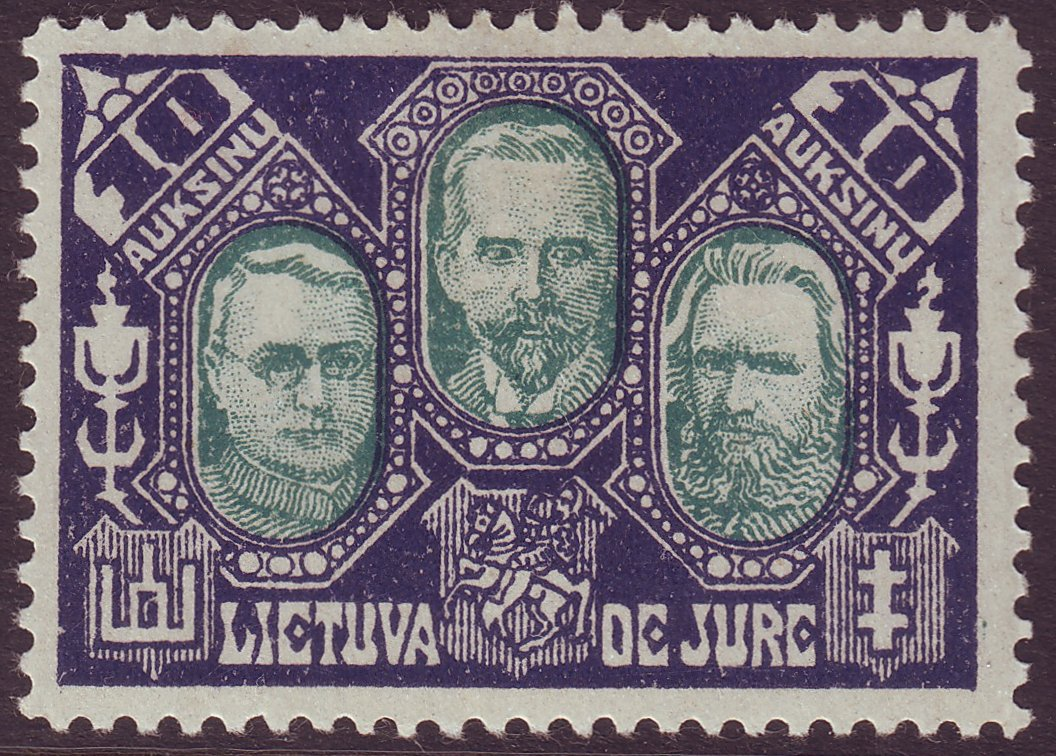
Znaczek pocztowy z portretami Staugaitisa, Smetony i Szylinga, 27 września 1922 roku
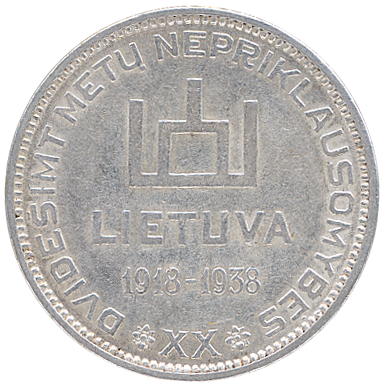
10 litów, 1938 rok
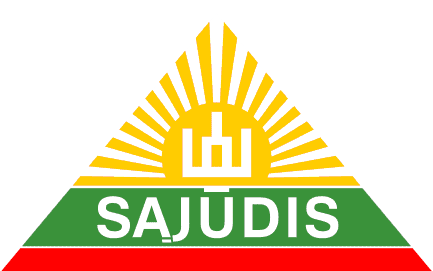
Emblemat Sąjūdis, 1988 rok
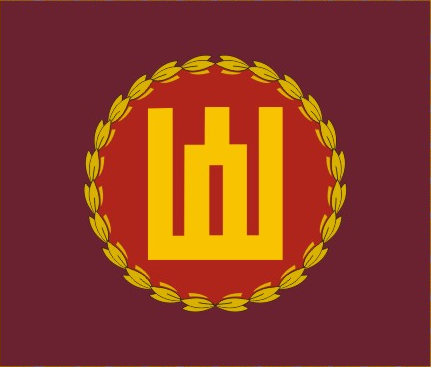
Flaga współczesnych Litewskich Sił Zbrojnych
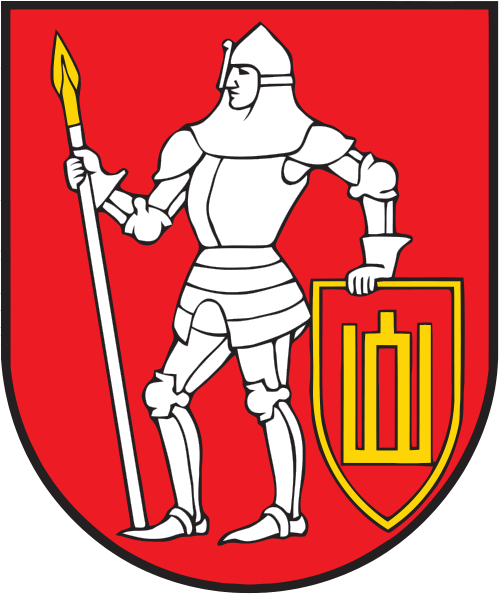
Herb rejonu trockiego
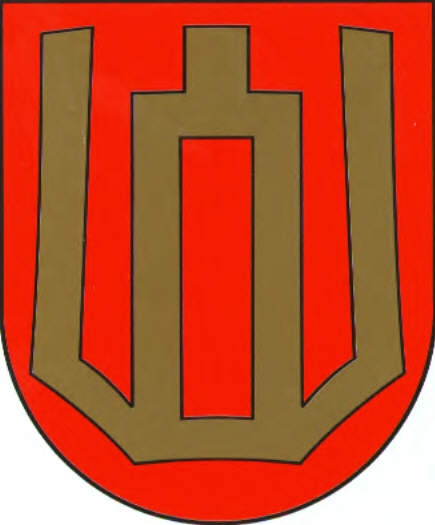
Herb Starych Trok
Herb Sejmu Litwy